# Куба на летних Олимпийских играх 1992
Куба принимала участие в Летних Олимпийских играх 1992 года в Барселоне (Испания), и завоевала 14 золотых, 6 серебряных и 11 бронзовых медалей. Сборная страны состояла из 176 спортсменов (126 мужчин, 50 женщины).

## Медалисты
| Медаль  | Спортсмен | Вид спорта           | Дисциплина                            |
| ------- | --- | -------------------- | ------------------------------------- |
| Золото  | Хавьер Сотомайор | Лёгкая атлетика      | Мужчины, прыжки в высоту              |
| Золото  | Мариса Мартен | Лёгкая атлетика      | Женщины, метание диска                |
| Золото  | Сборная | Бейсбол              | Мужчины                               |
| Золото  | Рохелио Марсело | Бокс                 | Мужчины, до 48 кг                     |
| Золото  | Хоэль Касамайор | Бокс                 | Мужчины, до 54 кг                     |
| Золото  | Эктор Винент | Бокс                 | Мужчины, до 63,5 кг                   |
| Золото  | Хуан Карлос Лемус | Бокс                 | Мужчины, до 71 кг                     |
| Золото  | Ариэль Эрнандес | Бокс                 | Мужчины, до 75 кг                     |
| Золото  | Феликс Савон | Бокс                 | Мужчины, до 91 кг                     |
| Золото  | Роберто Баладо | Бокс                 | Мужчины, свыше 91 кг                  |
| Золото  | Одалис Реве | Дзюдо                | Женщины, до 66 кг                     |
| Золото  | Таня Ортис Марленис Коста Бланко Мирея Луис Эрнандес Лилиан Искьердо Агирре Идальмис Гато Раиса О`Фаррилл Баланос Регла Белл Маккензи Регла Торрес Эррера Норка Латамблет Мерседес Кальдерон Мартинес Ана Ибис Фернандес Валье Магали Карвахал | Волейбол             | Женщины                               |
| Золото  | Эктор Милиан | Греко-римская борьба | Мужчины, до 100 кг                    |
| Золото  | Алехандро Пуэрто | Греко-римская борьба | Мужчины, до 57 кг                     |
| Серебро | Роберто Эрнандес Эктор Эррера Ласаро Мартинес Норберто Тельес | Лёгкая атлетика      | Мужчины, эстафета 4×400 м             |
| Серебро | Рауль Гонсалес | Бокс                 | Мужчины, до 51 кг                     |
| Серебро | Хуан Эрнандес | Бокс                 | Мужчины, до 67 кг                     |
| Серебро | Гильермо Бетанкоурт Тулио Диас Эрменгильдо Гарсиа Оскар Гариса Элвис Грегори | Фехтование           | Мужчины, рапира, командное первенство |
| Серебро | Эстела Родригес | Дзюдо                | Женщины, свыше 72 кг                  |
| Серебро | Пабло Лара | Тяжёлая атлетика     | Мужчины, до 75 кг                     |
| Бронза  | Хорхе Агилера Хоэль Исаси Хоэль Ламела Андрес Симон | Лёгкая атлетика      | Мужчины, эстафета 4×100 м             |
| Бронза  | Роберто Мойя | Лёгкая атлетика      | Мужчины, метание диска                |
| Бронза  | Ана Фиделия Кирот | Лёгкая атлетика      | Женщины, 800 м                        |
| Бронза  | Иоамнет Кинтеро | Лёгкая атлетика      | Женщины, прыжки в высоту              |
| Бронза  | Элвис Грегори | Фехтование           | Мужчины, рапира, личное первенство    |
| Бронза  | Исраэль Эрнандес | Дзюдо                | Мужчины, до 65 кг                     |
| Бронза  | Амарилис Савон | Дзюдо                | Женщины, до 48 кг                     |
| Бронза  | Дриулис Гонсалес | Дзюдо                | Женщины, до 56 кг                     |
| Бронза  | Уилбер Санчес | Греко-римская борьба | Мужчины, до 48 кг                     |
| Бронза  | Хуан Марен | Греко-римская борьба | Мужчины, до 62 кг                     |
| Бронза  | Ласаро Рейносо | Вольная борьба       | Мужчины, до 62 кг                     |